# 스탠퍼드 리드
윌리엄 스탠퍼드 리드(William Stanford Reid , 1913년 9월 13일~1996년 12월 28일)는 보통 W. 스텐포드 리드 로 인용되며 맥길 대학교과 궬프 대학교의 역사 교수이자 캐나다의 장로 교회 목사였다. 그는 펜실베이니아 대학교 (1941)에서 철학 박사 학위를 받았다. 그는 또한 웨스트민스터 신학교에서 신학 학위를 받았으며 장로교 학자 J. Gresham Machen 밑에서 공부했다.

## 생애
윌리엄 던 리드 목사와 데이지 샌포드 사이에 태어났다. 그의 형제는 퀘벡 주 몬트리올의 스튜어트 리드였다. 그의 조부는 Joseph Reid b였다. 1838년과 Janet Dunn b. 1863. 그의 조부모는 1820년대 후반에 도착한 퀘벡 동부 타운 쉽의 스코틀랜드 정착민이었다. 그의 고조부는 William Reid와 Jean Gould, Andrew Dunn과 Elisabeth Oliver였다.

## 추가 자료
- - "W. Stanford Reid -- A Classic Case of Exclusion" 보관됨 2007-10-12 - 웨이백 머신. A. Donald Macleod. Fall 1999 Channels, Vol. 16 No. 1.
  - W. Stanford Reid: an evangelical Calvinist in the academy. A. Donald Macleod. McGill-Queen's Press - MQUP, 2004. ISBN 0-7735-2818-0.
  - "Lutheranism In The Scottish Reformation"[깨진 링크(과거 내용 찾기)]. W. Stanford Reid. Westminster Theological Journal. Vol.7 No.2. May 1945.
  - "The Historical Development of Christian Scientific Presuppositions". W. Stanford Reid. JASA. Vol.27 (June 1975): 69–75.
  - "Science and Miracle: Another Approach". W. Stanford Reid. JASA. Vol.31 (September 1979): 171–172.
  - Reid's response to "Original Sin as Natural Evil" 보관됨 2020-07-24 - 웨이백 머신 (article by Richard H. Bube). JASA. Vol.27 (December